# 1527 a tudományban
Az 1527. év a tudományban és a technikában.

## Események
- Guatemalaváros alapítása
- A Genti városház építése.
- Első magyar nyelvű nyomtatvány. Brodarics István: Igaz leírás a magyaroknak a törökökkel Mohácsnál vívott csatájáról

## Születések
- április 14. – Abraham Ortelius, flamand térképész († 1598)
- július 13. - John Dee asztrológus, csillagász, filozófus, geográfus, matematikus († 1609)

## Halálozások
- január 21. – Juan de Grijalva spanyol konkvisztádor (* 1490)
- Ábrahám Farisszol késő középkori zsidó teológus és geográfus (* 1451 k.)
- Cristoforo Solari olasz építész